# 轮台国
轮台国，即轮台，西域古国，汉攻大宛之战中，被李廣利灭国。在今新疆维吾尔自治区轮台县境内。
中国学者一般认为轮台与仑头为同名异译，故又称仑头国:160。当代研究者，或将之与唐朝轮台县相对，称为汉轮台:137。

## 历史
西汉太初元年（前104年），爆发汉攻大宛之战。太初三年（前102年），李廣利率部再度进攻大宛:160。路过的小国对汉军莫不相迎，提供军粮。到仑头（轮台）时，被拒绝。汉军花费数日攻打下仑头，屠城。有当代研究者，据其与大宛关系密切，认为轮台国人与大宛国人有同族的特征，即同为“塞种”:137。
轮台国的国都——轮台城（仑头城）一般认为在今轮台县境内。有两个古城池遗址被认为是轮台城遗址。1928年，黄文弼在轮台县考察，他推测“柯尤克沁城”（今奎玉克协海尔古城遗址）即轮台城，“着果特沁旧城”（今卓尔库特古城遗址）为轮台屯田的校尉城。林梅村则考证，轮台城应是卓尔库特古城遗址:160。
征和四年（前89年），桑弘羊上疏，建议汉武帝在西域屯田。汉武帝采用他的建议，派遣扞罙太子赖丹在轮台屯田:154。即《史记》所记“侖頭有田卒數百人，因置使者護田積粟，以給使外國者”有研究者推测，“侖頭有田卒數百人”的时间应该更早，在汉武帝执政的天汉年间（前100年—前97年）:160。
最初的屯田地点在轮台（仑头）以东地区。当代研究者指出，轮台屯田地点当在轮台城（仑头城）附近。迪那河流经今轮台县，分为数支支流，形成水网。其中一条支流——克孜尔河在古时水量较大、水流长。附合当时屯田地点的选择。今所有被认为是轮台屯田的遗址均在克孜尔河旁:160。

## “轮台”一名
中国研究者一般认为，轮台与仑头为同名异译:145。当代研究者钱伯泉则认为，轮台（轮台国）与烏壘为同地异名，宜读其合音，即“乌轮（垒）台”。进一步推测，乌轮（垒）台为匈奴语“urumtai”，即突厥语的胡䘵屋阙，本意为“好地方”。或译为阿勒塔齐，即乌鲁木齐。研究者薛宗正则指，轮台本义为塞語“上游之国、农业之国”:137。同时亦指，“轮台”一名历经演变、转音为乌鲁木齐:145。